# Ксенакис, Янис
Я́нис Ксена́кис (греч. Ιάννης Ξενάκης; 29 мая 1922, Брэила, Королевство Румыния — 4 февраля 2001, Париж, Франция) — французский композитор и архитектор греческого происхождения. Один из лидеров современной Новой музыки и концептуализма в архитектуре, создатель стохастической музыки.

## Биография
Родился в обеспеченной греческой семье. Отец, Клеapхос Ксенакис, был выходцем с острова Эвбея, работал представителем английской экспортной компании; был большим любителем оперы. Мать, Фотини Павлу, родилась на острове Лемнос, была прекрасной пианисткой.
В 1932 году семья переехала в Грецию (остров Спеце, до 1938 года). Там Ксенакис стал брать первые уроки музыки — гармонии и игры на фортепиано. В 1940 году поступил в политехнический университет в Афинах, где получил инженерное образование; окончил университет в 1946-м. В то же время не прекращал заниматься музыкой, изучал музыкальную композицию и контрапункт.
В годы Второй мировой войны воевал в партизанском отряде ЭЛАС с фашистами, а потом — в Декабрьских боях 1944 года с «освободителями» англичанами. При попадании снаряда в дом, где он укрывался, получил тяжелейшее ранение, и в результате контузии потерял глаз. Был мобилизован в регулярную греческую армию, но скрылся, спрятавшись на корабле, который отправлялся во Францию. Был объявлен государственным преступником и приговорён к смертной казни. Ему удалось бежать, сначала в Италию, затем во Францию (1948). Его брат и отец были брошены в тюрьму.
По приезде во Францию поступил на работу в мастерскую известного французского архитектора, представителя авангарда, Ле Корбюзье в Париже. Участвовал в разработке многих его проектов, как например, Жилая единица в Марселе (1949), здание Парламента в городе Чандигарх (Индия, 1951), монастырь Ла Туретт (1953) и другие.
В 1956 году Ле Корбюзье получил заказ на проектирование павильона «Филипс» (от известного голландского концерна) для Всемирной выставки «Экспо-58» в Брюсселе. Разработку этого проекта, который был назван «Электронная поэма», Корбюзье доверил Ксенакису. Моделирование сложных и весьма необычных форм павильона производилось математическим методом построения поверхностей 2-го и 3-го порядка (гиперболоид вращения). Его основная конструкция, вантовая в основе, с туго натянутыми металлическими растяжками, напоминает архаический струнный музыкальный инструмент, что-то вроде арфы. Исполнявшаяся внутри павильона аудиовизуальная программа под названием «Электронная поэма», — плод коллективного творчества. Аудиоряд «поэмы» был создан и записан Ксенакисом и Варезом. Зрители входили и размещались в павильоне под звуки трёхминутной электронной композиции Ксенакиса «Concret PH», затем исполнялась собственно восьмиминутная «Электронная поэма» с аудиорядом Вареза. Автором архитектуры павильона Филипс долгое время считался Ле Корбюзье, поскольку проект павильона создавался в рамках его мастерской, да и сама концепция «Электронной поэмы» также вырабатывалась под его началом. Конструкция павильона Филипс, созданная Ксенакисом, новаторская и, по сути, не имевшая прецедентов, предвосхитила появление целого направления в строительстве павильонов (например, вантовые перекрытия Олимпийского комплекса в Токио, архитектор Кэндзо Тангэ). Корбюзье и Ксенакиса, этих двух разных и по возрасту, и по основным увлечениям людей, сближал не только общий интерес к математике (Корбюзье как раз в это время создал свой знаменитый «Модулор», математический ряд пропорций). И тому, и другому были свойственны стремление к новаторскому поиску, пытливый склад ума, свой собственный, незаёмный взгляд на вещи. В мастерской Корбюзье Янис Ксенакис проработал в общей сложности двенадцать лет — с 1948 по 1960 годы.
В Париже Ксенакис возобновил свои музыкальные занятия, брал уроки у композиторов A. Онеггера и Д. Мийо (1948—1950), изучал композицию в Парижской консерватории у О. Мессиана (1950—1953). В ранних своих произведениях он сочетает традиционные формы с современными тенденциями, вплетая нередко национальные греческие мотивы. В это время им написаны «Весенняя Симфония» (1949—1950), «Zygia» (для скрипки и виолончели, (1951), «Zygia kathisto» (фортепьяно в 4 руки, 1952), «Трио» (1952), «Anastenaria» и «Шествие к ясным водам» (1953), «Голубь мира» (август 1953).
Известность Ксенакису принесла написанная им для оркестра пьеса «Metastasis» (Перемещение, 1954), премьера которой состоялась в октябре 1955 года на фестивале современной музыки в городе Донауэшинген (Германия), а также его статьи, в которых он критиковал доктрину пуантилистического сериализма, популярную тогда среди авангардистов музыкальную теорию. Пьеса была отвергнута не только консерваторами, но и такими известными представителями современной Новой музыки, как Штокхаузен и Булез. Статьи Ксенакиса, направленные против пуантилистического сериализма, были изданы его пылким поклонником, дирижёром Германом Шерхеном (Hermann Scherchen), и вызвали негативное отношение к Ксенакису всего музыкального авангарда. Впоследствии Шерхен впервые исполнил несколько композиций Ксенакиса: «Pithoprakta» (Действие вероятностей, для оркестра, 1955—1956), «Achorripsis» (Брошенное эхо, для 21 инструмента, 1956—1957), «Polla ta dhina» (Множество чудес в мире, для оркестра и детского хора, 1962), «Terretektorh» (конструирование через действие, для оркестра, 1966).
В начале 1960-х годов Ксенакис начал использовать, наряду с обычными музыкальными инструментами, звучания, сгенерированные с помощью ЭВМ, компьютерной техники тех времён, и специальных программ на языке Fortran.
Выработал свою собственную систему композиции, которая строится на математических принципах, использует необычные звучания, созданные электроникой. Ему принадлежит приоритет во введении в технику музыкальной композиции методов точных наук — теории вероятности, в частности.
Всемирную известность Ксенакису принесли его балеты «Kraanerg», «Antikhthon», а также произведения для оркестра «Jonchaies», «Empreintes». Он выступил инициатором светомузыкальных представлений (политопов) — концертов для симфонического оркестра, хора и электронных звуков, исполнявшихся в ночное время под открытым небом, обычно в романтическом окружении древней архитектуры, в сопровождении специальных световых эффектов (им же самим и спрограммированных).
В 1983 году был принят в члены французской Академии изящных искусств. Почётный доктор музыки University of Bath (1997).
Музыкальное творчество Ксенакиса отличается изощрённой сложностью, — и в отношении письма, и в отношении исполнения. Тем не менее, и сегодня Янис Ксенакис — исполняемый композитор, признанный классик музыкального авангарда, один из создателей самобытной ветви модернизма в музыке.

## Цитаты
На первый взгляд, в музыке Ксенакиса ничего не изменилось. Она сохраняет ту же жесткость, терпкость, категоричную ясность рисунка; ей присуща выразительность стальной конструкции, и в то же время радость грубого осязания живых тканей, сложно устроенных текстур. Как никто другой из авангардистов, за исключением разве что Вареза, Ксенакис смог привнести в звуковую область ощущения плотности и тяжести, тепла и холода, трения и рикошета. Он изобрел большую часть ставших теперь типовыми приемов авангардной инструментальной игры. Рассчитывая на ЭВМ «стохастическую» структуру своих опусов, Ксенакис разбудил в музыке дыхание доисторической природы и сделал мир ненасытно прожорливым к звуку; его творчество явило собой альтернативу музыке пауз, тишины, среды и атмосферы.— Пётр Поспелов